# Попов, Благой (югославский политик)
Благой Попов (макед. Благој Попов; 19 октября 1919 года, Кочани, Королевство сербов, хорватов и словенцев — 14 апреля 1992 года, Скопье, Македония) — югославский и македонский политический и государственный деятель.

## Биография
Перед второй мировой войной Б. Попов участвовал в революционном движении в Кочани.
Член коммунистической партии Югославии.
В 1941 году работал во временной партийной комиссии в Кочани, обучал рабочих и молодёжь обращению с оружием и военной тактике.
В 1942 году стал секретарём коммунистической ячейки. В ноябре 1942 года, после провала, был арестован в Кочани болгарской полицией и осуждён на 15 лет тюрьмы строгого режима, отбывал наказание в тюрьме в Идризово. Освобождён в 1944 году после прихода советской армии.
С сентября 1944 года был направлен на партийную работу в Кочанский район. После войны работал секретарём Югославской коммунистической партии в Кочани, Штипе и Струмице.
С 1963 по 1972 год являлся председателем Собрания Скопье.
В 1974—1982 годах был членом Исполнительного совета СФРЮ, председателем Исполнительного совета Собрания Социалистической Республики Македонии и членом Президиума СРМ.
Также в разное время работал министром промышленности Социалистической Республики Македонии, членом Центрального комитета Коммунистической партии Македонии, председателем экономической палаты СРМ и на других постах.
Награждён югославским Партизанским памятным знаком 1941 года.